# Úrbel del Castillo
Úrbel del Castillo ist ein Ort und eine Gemeinde (municipio) mit nur noch 58 Einwohnern (Stand: 2024) in der Provinz Burgos und der Autonomen Gemeinschaft Kastilien-León im Norden Spaniens.

## Lage und Klima
Der Ort Úrbel del Castillo liegt knapp 1 km südlich des Río Úrbel auf der Südseite des Kantabrischen Gebirges in einer Höhe von ca. 935 m etwa 39 km (Fahrtstrecke) nordwestlich der Stadt Burgos. Das Klima im Winter ist rau, im Sommer dagegen trocken und warm; Regen (ca. 695 mm/Jahr) fällt überwiegend im Winterhalbjahr.

## Bevölkerungsentwicklung
| Jahr      | 1857  | 1900 | 1950 | 2000 | 2018 |
| Einwohner | k. A. | 517  | 490  | 93   | 79   |

Die Mechanisierung der Landwirtschaft und die Aufgabe von bäuerlichen Kleinbetrieben haben in der zweiten Hälfte des 20. Jahrhunderts zu einem deutlichen Bevölkerungsschwund geführt. Zur Gemeinde gehören auch die Weiler (pedanías) La Nuez de Arriba und  Quintana del Pino.

## Wirtschaft
Die Landwirtschaft, zu der auch ein wenig Viehzucht (z. B. Schweine, Hühner) gehörte, spielte seit jeher die wichtigste Rolle für die Bevölkerung der Region; im Ort selber entwickelten sich in kleinem Umfang auch Handwerk, Handel und Dienstleistungsgewerbe. Mehrere Häuser des Ortes werden heutzutage als Ferienwohnungen (casas rurales) vermietet.

## Geschichte
Funde aus keltischer, römischer, westgotischer und selbst aus islamisch-maurischer Zeit wurden auf dem Gemeindegebiet bislang nicht gemacht. Man nimmt man an, dass die Gründung des Ortes sowie die der anderen Dörfer in der Umgebung auf das Betreiben des zweiten Grafen Kastiliens, Diego Rodríguez Porcelos (reg. 873–885), zurückgeht, der sich – nach der Zurückdrängung der Mauren – stark um die Wiederbesiedlung (repoblación) der Gegend bemühte. Von 1035 bis 1054 gehörte der Ort zum Einflussbereich des Königreichs Navarra. Erstmals erscheint der Ortsname Uluer oder Ulver jedoch erst in einer Urkunde des Jahres 1121.

## Sehenswürdigkeiten
- Die auf einer markanten Felsspitze ca. 80 m oberhalb des Ortes gelegene Burg mit ihrem dominanten Bergfried (torre del homenaje) wurde im 11. und im 15. Jahrhundert an der Stelle eines älteren Wachturms teils aus Bruchsteinen und teils aus Hausteinen erbaut. Sie gehörte zeitweise dem Santiago-Ritterorden.[7][8]
- Die insgesamt sehr wehrhaft wirkende Iglesia de Santiago Apóstol ist dem Apostel Jakobus dem Älteren geweiht. Sie stammt aus dem 16. Jahrhundert; der mächtige Glockenturm (campanario), in dem sich auch das heutige Portal befindet, wurde im Jahr 1633 hinzugefügt.[9]